# Spartoo
Spartoo est un site de vente en ligne spécialisé dans la vente de chaussures, de prêt-à-porter, de maroquinerie, et d'objets de petite décoration, basé à Grenoble. En 2015, Spartoo opère un tournant vers le cross-canal en ouvrant ses premiers magasins physiques. Créée en 2006, la société est présente dans vingt-cinq pays. Spartoo propose plus de 1000 marques près de  1 000 000 de modèles sur son site.

## Histoire
La société Spartoo a été créée en 2006, à Grenoble. Le nom « Spartoo » fait référence à la spartiate et à la ville de Sparte. En août 2006, elle signe une levée de fonds de 1,2 million d’euros. En novembre 2007, une nouvelle levée de fonds de 4,3 millions d’euros est effectuée.
Spartoo se développe au fil des années en s'associant à des marques spécialisées dans l'univers de la chaussure et de la mode. Cette entreprise de vente à distance ouvre Spartoo.co.uk et Spartoo.it en 2009.
En janvier 2010, Spartoo lève 12,3 millions d’euros pour croître en Europe. Le même mois, Spartoo crée le site Le-Temple.com , consacré au luxe. En février 2010, Spartoo.com acquiert  Sacby.com , site spécialisé dans la maroquinerie. En  juillet 2010, Spartoo rachète  Shoes.fr, site de vente en ligne consacré à la sneaker. En 2010, Spartoo ouvre son site en Espagne, en Allemagne et 13 pays de langue anglaise. La société annonce enregistrer 10 commandes à la seconde lors des soldes d'été. En octobre 2010, l'entreprise sort en kiosque le magazine TOO, magazine mode et lifestyle de Spartoo.
En 2011, Spartoo arrive aux Pays-Bas, en Finlande, en Pologne, en Suède, au Portugal, en Grèce et au Danemark et rachète le site Rubbersole.co.uk.
Ce site internet a réalisé plusieurs levées de fonds afin d’accélérer son développement. En effet, depuis sa création jusqu'en octobre 2012, Spartoo a levé 25 millions d'euros de capitaux d'investisseurs européens et américains. 
L'année 2013 est marquée par l'intégration du textile. 
En mai 2014, Spartoo lance sa marketplace. En 2016, Spartoo a recruté  près de 450 marchands partenaires.

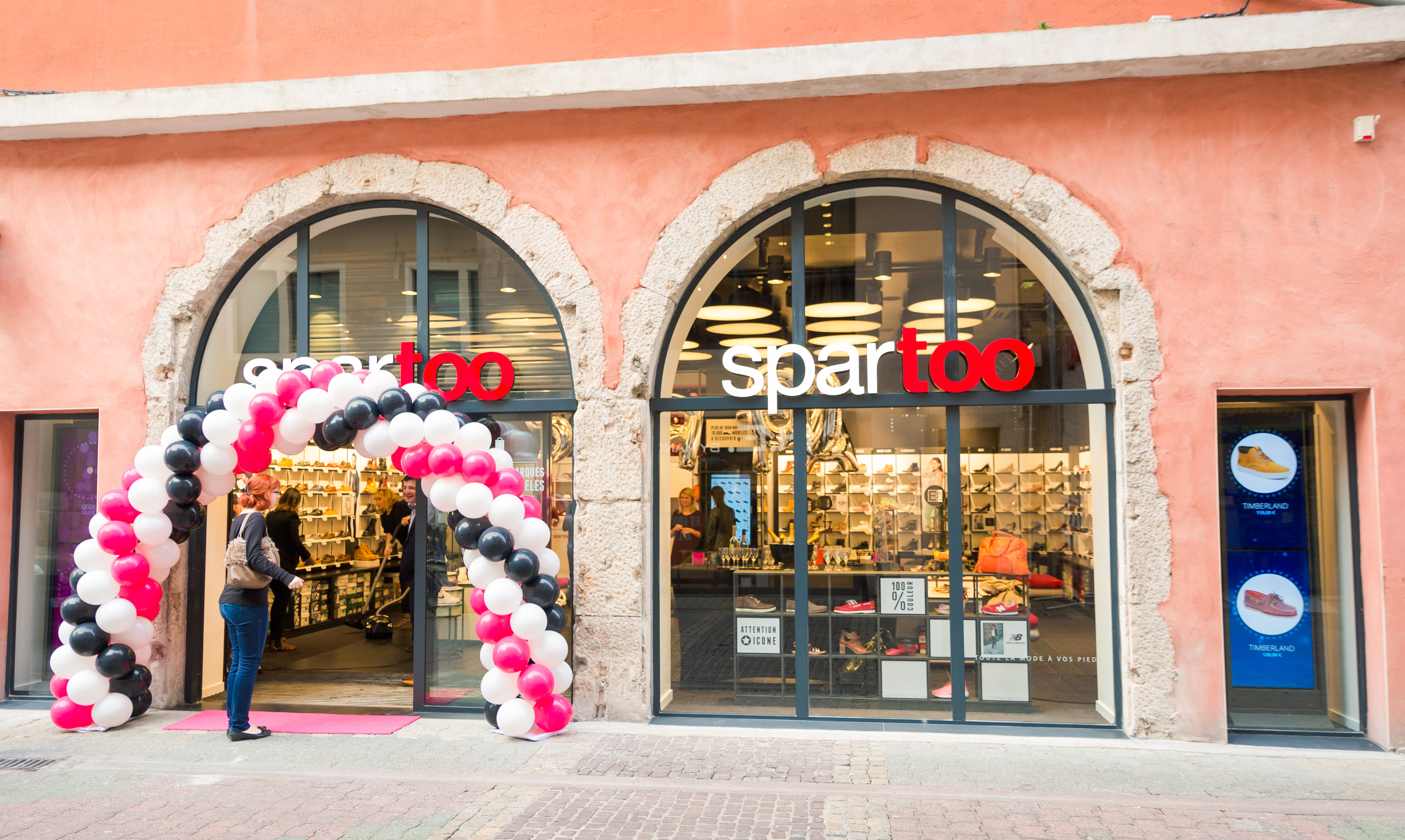
Inauguration 1er magasin Spartoo, à Grenoble

En mars 2015, Spartoo démarre la distribution physique avec l'ouverture de son premier magasin à Grenoble. Après plusieurs vagues d'ouvertures, le groupe dispose en 2016 de 14 magasins en propre. La même année, Spartoo internalise sa logistique. Le groupe dispose de son propre entrepôt (à Saint Quentin Fallavier, banlieue de Lyon) de 23 000 m² d'où partent les commandes des clients européens. 
En 2016, la société compte 350 employés à Grenoble. Le site Spartoo.com propose 3500 marques et 300 000 modèles. La même année, Spartoo poursuit son développement à l'international en ouvrant son site à la Turquie et à la Chine.
Le 9 juin 2017, la marque GBB est reprise par Spartoo, à la suite du redressement judiciaire de sa maison mère. Le bureau d’études de GBB ainsi que les ateliers de conception restent à Beaupréau, en Maine-et-Loire. GBB, devenu une marque de Spartoo; a relocalisé sa production principalement au Portugal.
En janvier 2018, la reprise de la société André est annoncée. Spartoo conserverait la totalité des effectifs et l'ensemble des magasins (sauf un).
En février 2020 Spartoo rachète la marque Easy Peasy anciennement exploitée par Babybotte.
Le 23 mars 2020, en raison d'importantes pertes d'exploitation liées à la crise sanitaire du COVID-19, Spartoo déclare en cessation de paiement sa filiale André (600 salariés et 126 établissements) et demande le placement de celle-ci en redressement judiciaire. Le 1er avril 2020, le tribunal de commerce de Grenoble valide le placement de André en redressement judiciaire,,. 
Le 28 juillet 2020, en coopération avec d’autres autorités de contrôle européennes, la 
Commission nationale de l'informatique et des libertés condamne Spartoo à une amende administrative de 250 000 euros (assortie d'une injonction sous astreinte de se conformer de 250 € par jour de retard) pour plusieurs manquements à la protection des données personnelles (RGPD), dont la conservation des scans numériques des cartes bancaires de ces clients (demandées dans le cadre de la fraude),,,. 
En juillet 2020, le tribunal de commerce de Grenoble valide l'offre de reprise menée par François Feijoo, ancien directeur d'André entre 2005 à 2013, reprenant 55 magasins (sur les 180) et 221 emplois (sur les 600).
En janvier 2021, Spartoo reprend les marques JB Martin, Christian Pellet et Un matin d’été,.